# Сиборру
Сиборру (порт.  Ciborro) - фрегезия (район) в муниципалитете Монтемор-у-Нову округа Эвора в Португалии. Территория – 56,31км². Население – 841    жителей. Плотность населения – 14,9 чел/км².